# Behrendt Mountains
Behrendt Mountains är ett berg i Antarktis. Det ligger i Västantarktis. Argentina, Chile och Storbritannien gör anspråk på området. Toppen på Behrendt Mountains är 1 249 meter över havet.
Terrängen runt Behrendt Mountains är huvudsakligen lite kuperad. Trakten är obefolkad. Det finns inga samhällen i närheten. 